# Halbmond-Lanzenotter
Die Halbmond-Lanzenotter (Bothrops alternatus), auch Urutu oder Jarara genannt, ist eine Vipernart aus der Unterfamilie der Grubenottern und zählt zur Gattung der Amerikanischen Lanzenottern (Bothrops).

## Merkmale
Bothrops alternatus erreicht eine Gesamtlänge von circa 90 cm, maximal zwischen 140 und 170 cm. Der Körperbau ist kräftig und der Rumpf ausgewachsener Tiere im Querschnitt breiter als hoch. Der Kopf ist flach, kantig, zur Schnauzenspitze hin zugespitzt, bei Aufsicht dreieckig geformt und deutlich vom Hals abgesetzt. Das Auge besitzt eine bei Lichteinfall vertikal geschlitzte Pupille. Kopfoberseits ist ein heller Fleck erkenntlich, der ein Kreuz oder Doppelkreuz darstellt, sowie ein helles Schläfenband. Die Ober- und Unterlippenschilde sind weißlich. Der Körper weist eine hellgraue bis braune Grundfärbung auf. Er ist durch 24 bis über 27 paarige oder abwechselnd angeordnete und weiß gerandete Halbmondflecken gezeichnet. Diese Flecken folgen in dichten Abständen aufeinander und berühren sich teils über der Rückenmitte. Die Bauchseite ist schwarz-gelb gefleckt. Generell ist die Zeichnung von Körper und Kopf bei Bothrops alternatus variabel. Der Giftapparat besteht, wie für Vipern typisch, aus seitlich des Schädels befindlichen Giftdrüsen (spezialisierte Speicheldrüsen) und im vorderen Oberkiefer befindlichen, beweglichen Fangzähnen (solenoglyphe Zahnstellung).

### Pholidose
Die Pholidose (Beschuppung) zeigt folgende Merkmale:
- 8 bis 10 Oberlippenschilde (Supralabialia),
- 12 bis 14 Unterlippenschilde (Sublabialia) und
- 23 bis 37 (meist 27 bis 33) Reihen stark gekielter Rumpfschuppen (Scuta dorsalia).

## Systematik
Die Erstbeschreibung von Bothrops alternatus erfolgte im Jahr 1854 durch die französischen Zoologen André Marie Constant Duméril, Gabriel Bibron & Auguste Duméril. Die Systematik der Gattung Bothrops ist Gegenstand der Forschung. Unter anderem auf Basis molekularbiologischer Untersuchungen wurde von Fenwick et al. (2009) und Wallach et al. (2014) eine Aufspaltung der Gattung vorgeschlagen. Hierbei würde Bothrops alternatus unter der Bezeichnung Rhinocerophis alternatus in die Gattung Rhinocerophis überführt.

## Verbreitung
Das Verbreitungsgebiet in Südamerika umfasst Regionen in Argentinien (Buenos Aires, La Pampa, Santa Fe, Entre Rios, Corrientes, Misiones, Chaco, Formosa, Córdoba, Santiago del Estero, Catamarca, Tucumán, San Luis), Uruguay, Paraguay und Brasilien (Rio Grande do Sul, Santa Catarina, Paraná, São Paulo, Minas Gerais, Goiás, Mato Grosso do Sul). Das Klima innerhalb des Verbreitungsgebietes variiert von tropisch über subtropisch bis gemäßigt. Die besiedelten Biotope sind zumeist gewässernah und werden von offenem Gelände in Laubwäldern, Pampas, Feldern, felsigen Arealen oder Sumpfgebieten dargestellt. Bothrops alternatus wird gelegentlich auf landwirtschaftlichen Flächen (z. B. Zuckerrohrplantagen) oder in menschlichen Siedlungen angetroffen. Beobachtungen erfolgen zumeist zwischen Oktober und Dezember, oftmals nachts und auf Straßen.
Bothrops diporus kommt regional sympatrisch mit Bothrops alternatus vor.

## Lebensweise

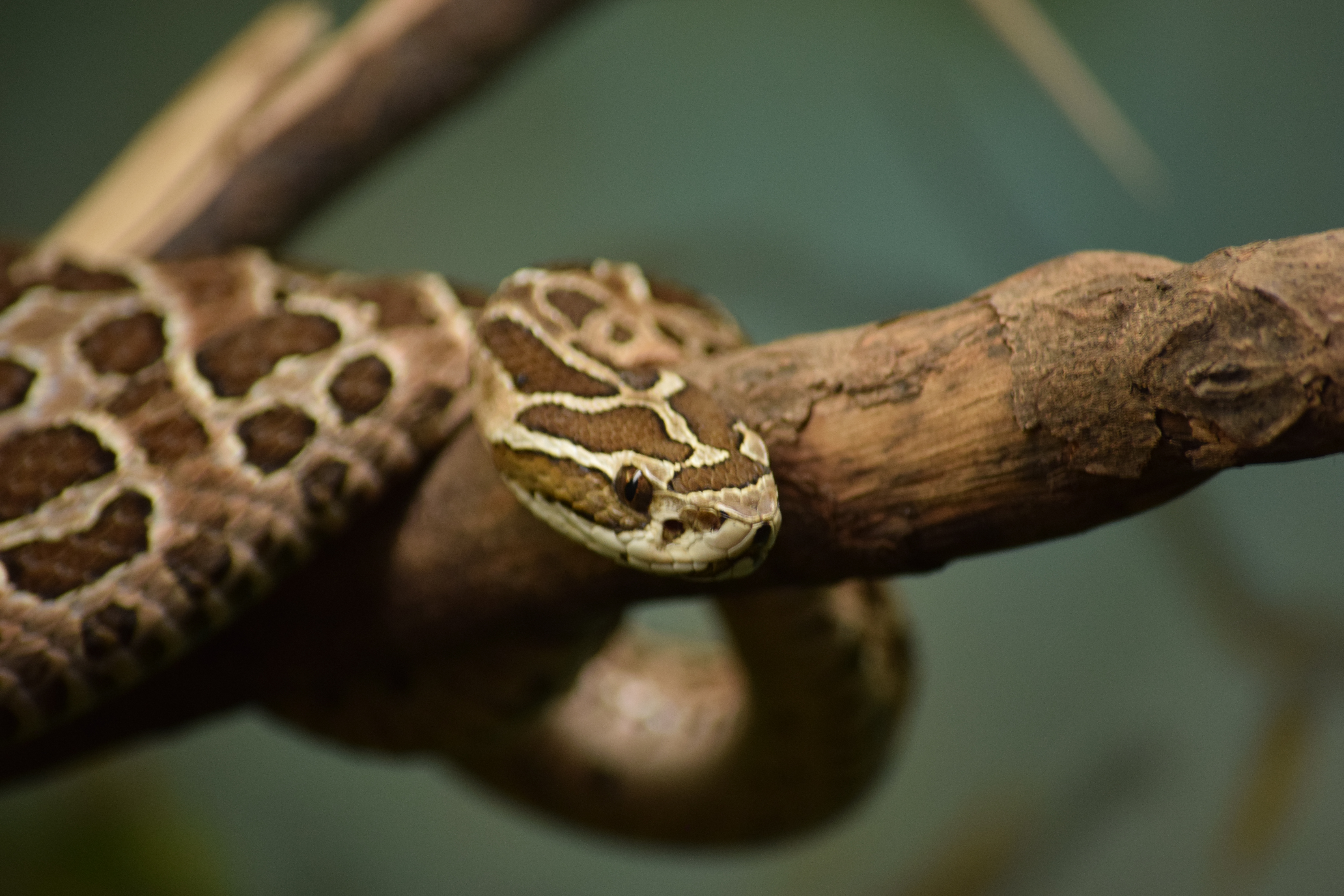
Bothrops alternatus, Detail (Kopf)

Bothrops alternatus führt eine bodenbewohnende und weitgehend nachtaktive Lebensweise. Tagsüber versteckt sie sich beispielsweise zwischen Wurzeln, unter Falllaub, unter Holz oder in Tierbauten. Zum Beutespektrum zählen in erster Linie kleine Säugetiere, insbesondere Nagetiere. Bei Störung versteckt Bothrops alternatus ihren Kopf häufig unter den Schlingen ihres Körpers. Bei Provokation setzt sie sich unter Umständen aggressiv und durch Giftbisse zur Wehr. Der Vorderkörper kann lanzenartig vorgeworfen werden, so dass die Reichweite im Falle eines Bisses groß ist.
Die Paarungszeit erstreckt sich über die Monate September und Oktober. Die Fortpflanzung erfolgt durch Ovoviviparie, also ei-lebendgebärend. In Gefangenschaft wurden Würfe mit einem Umfang von 44 Jungschlangen dokumentiert. Die Jungschlangen messen bei der Geburt circa 20 cm.

## Schlangengift
Die Ausbeute eines Giftbisses beträgt nach Minton (1974) 60 bis 100 mg Giftsekret (Trockengewicht).

### Inhaltsstoffe
Das Gift von Bothrops alternatus ist, wie das der meisten Grubenottern, sehr komplex zusammengesetzt und enthält als pharmakologisch aktive Komponenten Substanzen mit einem Einfluss auf die Hämostase (Pro- und Antikoagulantien), Cytotoxine und Hämorrhagine (blutgefäßschädigende Metalloproteasen).
Nennenswerte Einzelsubstanzen sind:
- Alternagin: Zink-Metalloprotease, wirkt hämorrhagisch (Blutgefäßschädigung, Blutungen) und blockiert Integrin alpha-2/beta-1 (ITGA2/ITGB1), wodurch effektiv die kollageninduzierte Thrombozytenaggregation gehemmt wird. Weitere Effekte sind unter anderem Beeinflussung der Chemotaxis von neutrophilen Granulozyten und Hemmung der Angiogenese (hohe Konzentrationen).[3]
- Bhalternin: Enzym aus der Gruppe der Thrombin-like snake venom serine Proteasen; im Tierversuch (Maus, intraperitoneale Applikation) zeigen sich unter anderem Fibrinolyse, Hämolyse (am Herzen), glomeruläre Stauungen im Nierengewebe sowie Nekrose und Entzündung in Lebergewebe.[4]
- Basic phospholipase A2 homolog BaTX: Phospholipase A2-homologes Protein. Besitzt keine enzymatische Aktivität, wirkt jedoch als potentes Myotoxin. Als solches führt es im Tierversuch nach Injektion in Muskelgewebe zu massiven Nekrosen. Weiterhin wirkt es neurotoxisch durch Hemmung der Aktivität motorischer Nervenendigungen. Die mittlere Letaldosis des Toxins wurde mit 7 mg/ kg (Maus, intravenös) bestimmt.[5]

### Toxikologie
Ein Giftbiss muss als potentiell lebensbedrohlich betrachtet werden. Mögliche unspezifische Allgemeinsymptome sind Kopfschmerzen, Abdominalschmerz, Krämpfe und Schwindel. Als Schlüsselsymptome einer Intoxikation nach Giftbiss durch Bothrops alternatus sind lokale Schwellung, Blasenbildung, Nekrose (ggf. Amputationen notwendig) und Blutungen zu nennen. Durch Aufbrauch der Gerinnungsfaktoren kann es zu einer disseminierten intravasalen Koagulopathie kommen. Sekundäre Schädigungen der Nieren sind nicht auszuschließen. Durch Toxine und Blutverlust kann es zu einem Schock und Kreislaufversagen kommen. Es stehen diverse Antivenine, etwa 'Polyvalent Antivenom' (Instituto Clodomiro Picado, Costa Rica) oder 'Soro antibotropico-laquetico' (Instituto Butantan, Brasilien), für eine Therapie zur Verfügung.
Bei adäquater medizinischer Versorgung ist von einer niedrigen Letalität auszugehen.